# Иран на летних Олимпийских играх 1972
Иран принимал участие в Летних Олимпийских играх 1972 года в Мюнхене (ФРГ) в восьмой раз за свою историю, и завоевал одну бронзовую, две серебряных медали.

## Медалисты
| Медаль  | Спортсмен       | Вид спорта       | Дисциплина                              |
| ------- | --------------- | ---------------- | --------------------------------------- |
| Серебро | Мохаммад Насири | Тяжёлая атлетика | Мужчины, до 56 кг                       |
| Серебро | Рахим Алиабади  | Борьба           | Мужчины, греко-римская борьба, до 48 кг |
| Бронза  | Эбрахим Джавади | Борьба           | Мужчины, вольная борьба, до 48 кг       |